# Torres del Paine
Pour le parc national, voir Parc national Torres del Paine.
Pour les articles homonymes, voir Torres et Paine.
Torres del Paine est une commune du Chili faisant partie de la province de Última Esperanza, elle-même rattachée à la région de Magallanes et de l'Antarctique chilien. Son chef-lieu administratif, Villa Cerro Castillo, est la localité la plus peuplée de la commune.

## Démographie
En 2012, la population de la commune s'élevait à 236 habitants. La superficie de la commune est de 6 630 km2 (densité de 0,04 hab/ km2).

## Patrimoine
La commune abrite le parc national Torres del Paine.

## Climat
Le climat de Torres del Paine est de type océanique subpolaire (Cfc dans la classification de Köppen) caractérisé par une température estivale fraiche, une température hivernale fraiche mais toujours supérieure à 0 °C, et des précipitations étalées tout au long de l'année. La température annuelle moyenne est de 6,3 °C et les précipitations annuelles sont de 705 mm.
| Mois         | jan. | fév. | mars | avril | mai  | juin | jui. | août | sep. | oct. | nov. | déc. | année |
| ------------ | ---- | ---- | ---- | ----- | ---- | ---- | ---- | ---- | ---- | ---- | ---- | ---- | ----- |
| T. moy. (°C) | 9,7  | 10,8 | 9,9  | 8,6   | 4,3  | 2,4  | 1,9  | 3    | 5,1  | 6,7  | 8,5  | 9,5  | 6,3   |
| Préc. (mm)   | 76,1 | 63,9 | 58,3 | 81,3  | 62,6 | 71,8 | 50,5 | 44,7 | 38,2 | 47,5 | 64   | 46,3 | 705,2 |

## Galerie

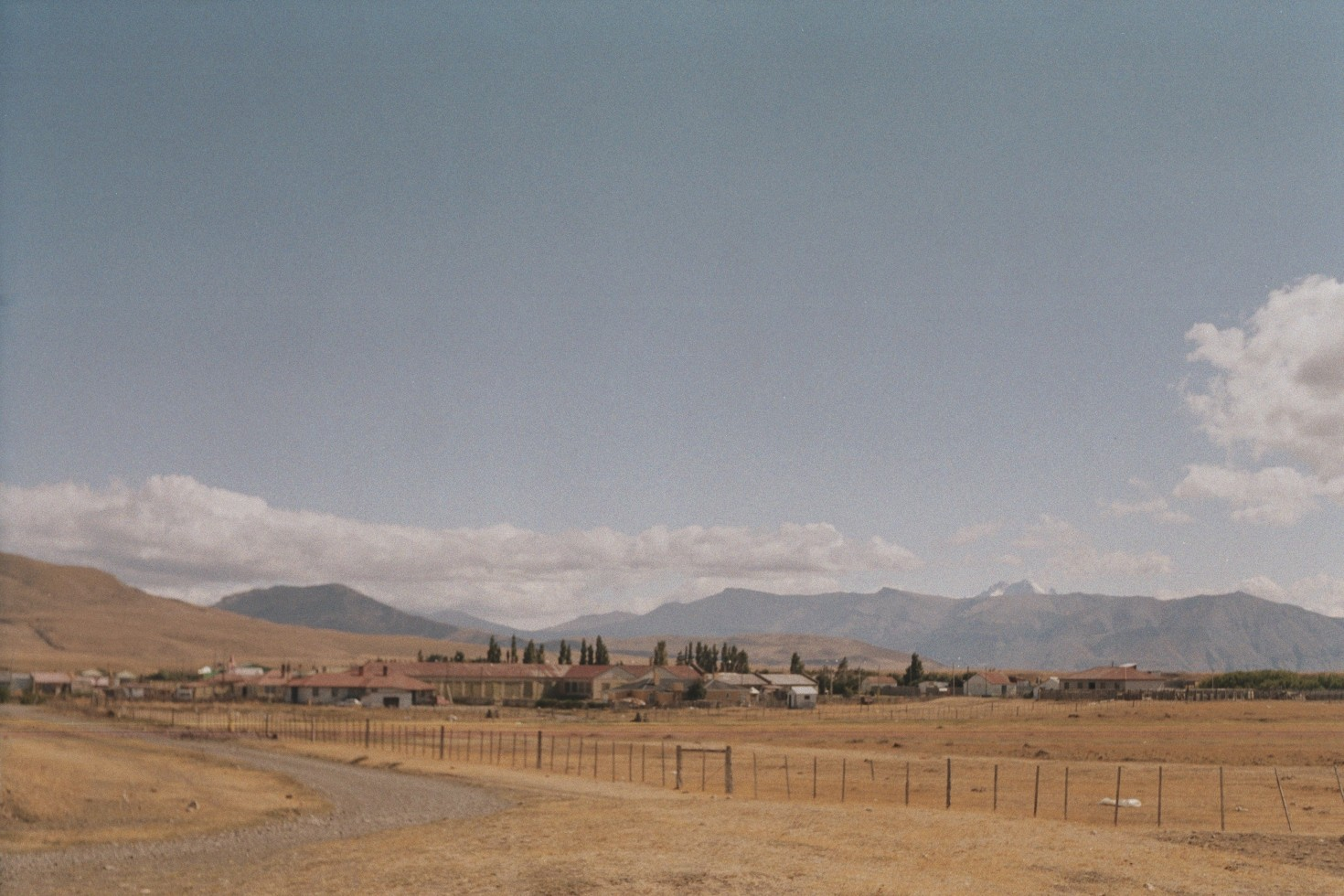
Champ
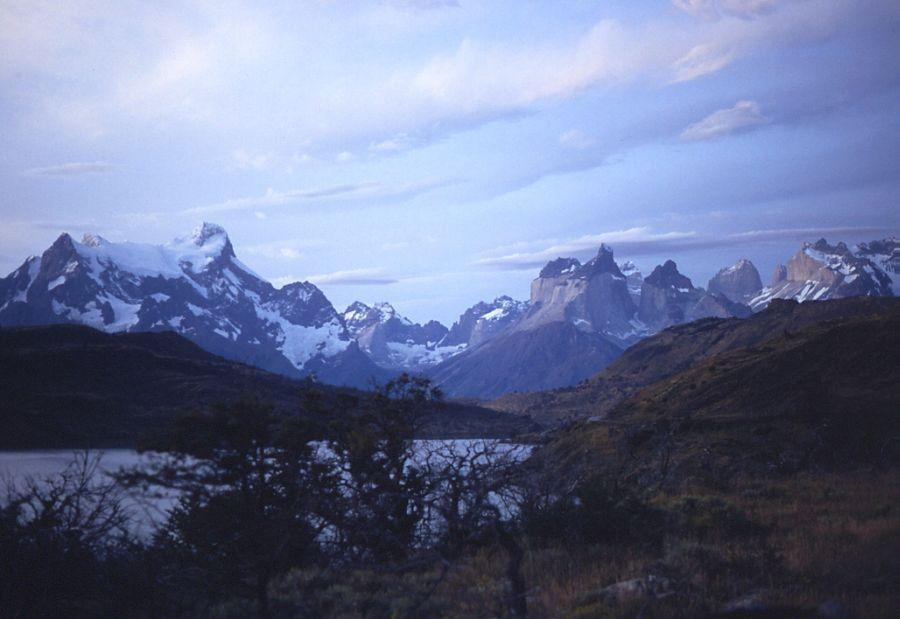
Torres del Paine
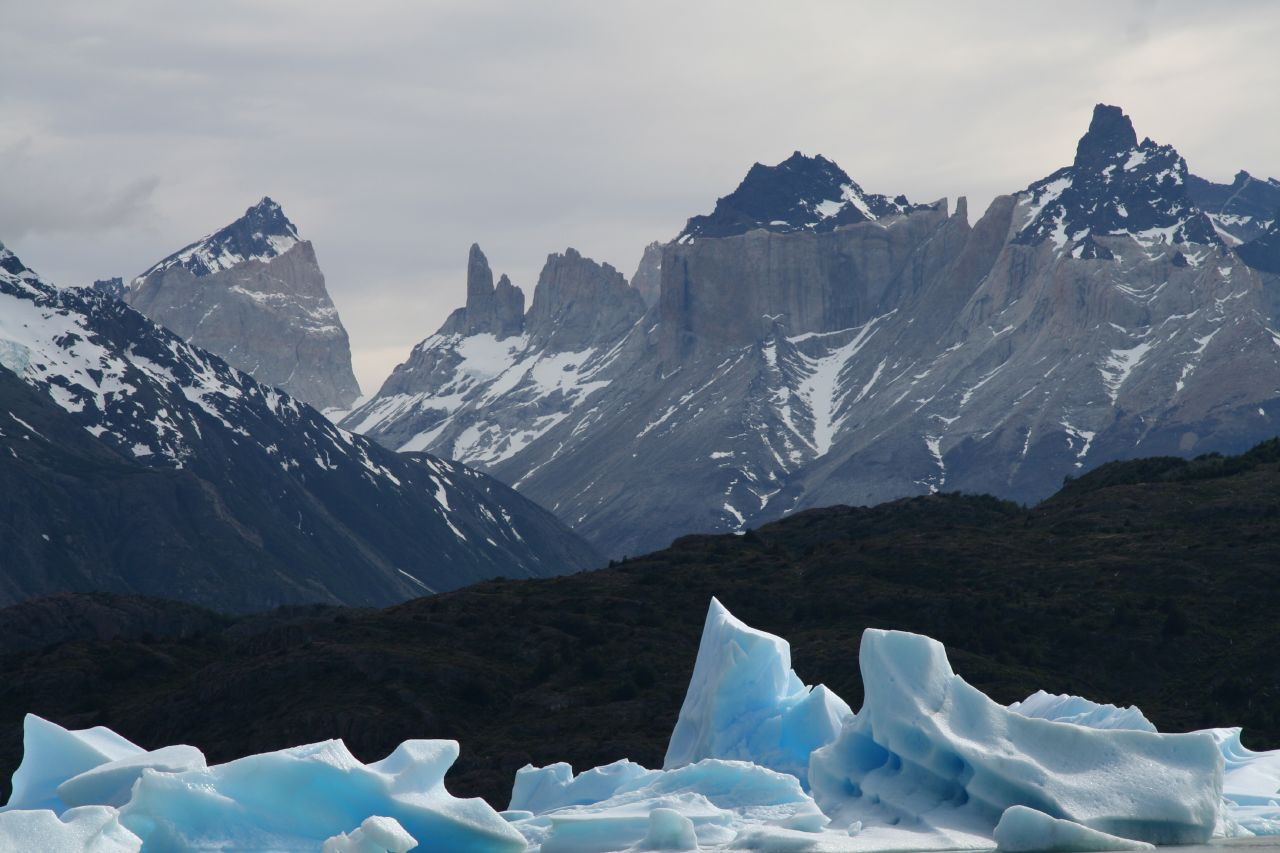
Lac Grey
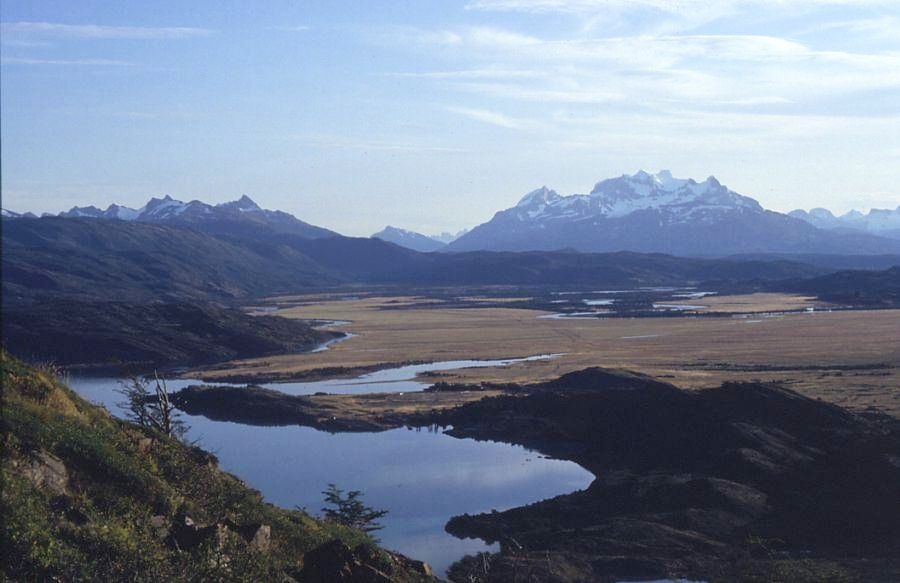
Lac del Toro